# Losa de cimentación

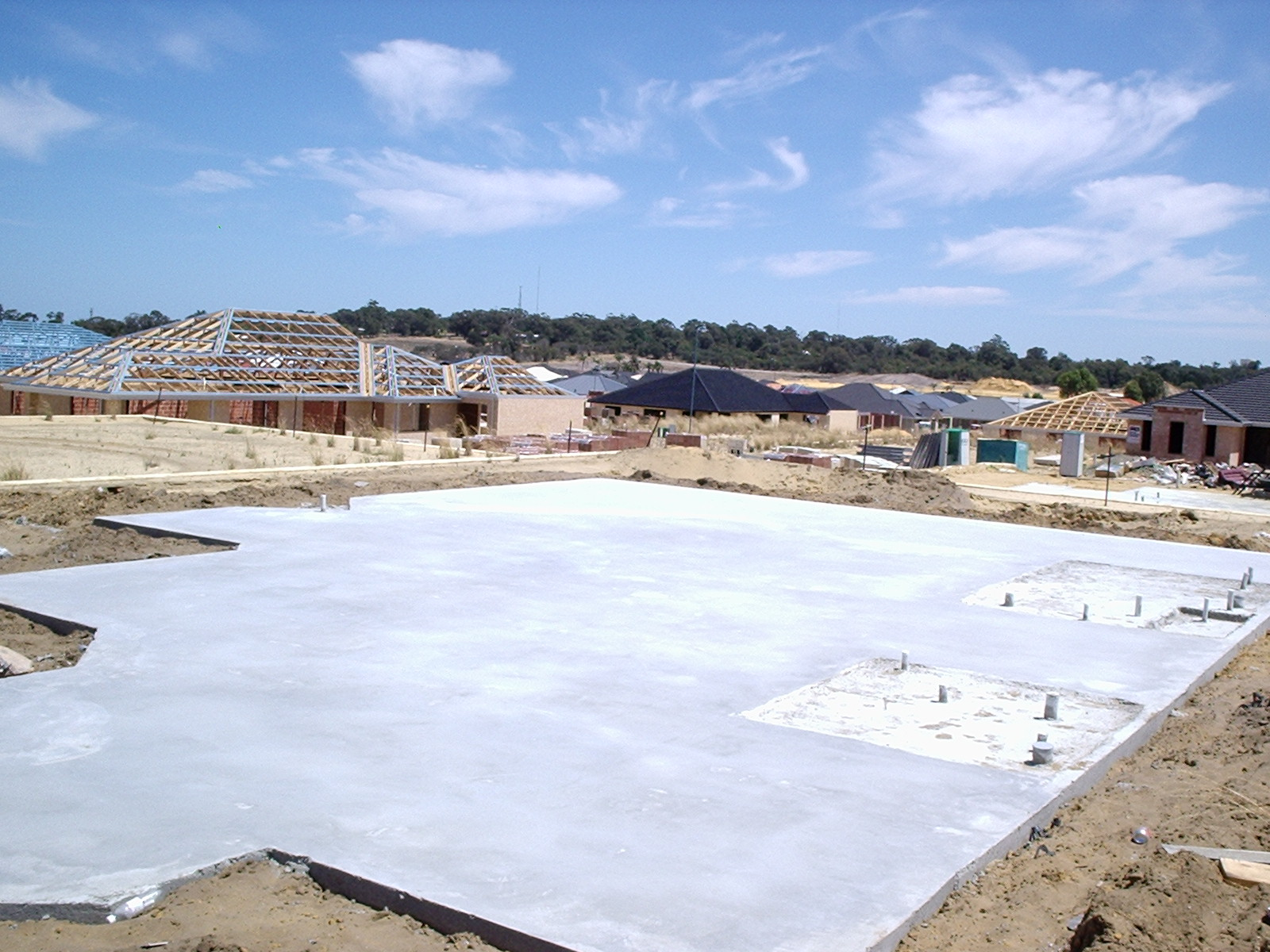
Ejemplo de losa de cimentación para vivienda.

Una losa de cimentación es una placa de hormigón apoyada sobre el terreno la cual reparte las cargas del edificio sobre toda la superficie de apoyo.
Las losas son un tipo de cimentación superficial que tiene muy buen comportamiento en terrenos poco homogéneos que con otro tipo de cimentación podrían sufrir asentamientos diferenciales. También en terrenos con muy poca capacidad portante. Las losas más sencillas son las losas de espesor constante, aunque también existen las losas nervadas que son más gruesas según la dirección de muros o filas de pilares.
Su cálculo es similar al de una losa plana de azotea invirtiendo las direcciones de los esfuerzos y aplicando las cargas tanto axiales como uniformes provenientes de todo el edificio. Las trabes de estas losas se invierten para quedar enterradas en el terreno y evitar obstáculos al aprovechamiento de la superficie, que queda lista para ocuparse como un firme aunque su superficie aún es rugosa.

## Ecuación de gobierno
En esencia una losa de cimentación se comporta como una placa que en su cara inferior sufre fuerzas verticales proporcionales al módulo de balasto y el asentamiento o la flecha vertical de la losa. Para una losa de espesor uniforme la expresión es:

{\displaystyle {\frac {\partial ^{4}w}{\partial ^{4}x}}+2{\frac {\partial ^{4}w}{\partial ^{2}x\partial ^{2}y}}+{\frac {\partial ^{4}w}{\partial ^{4}y}}={\frac {q_{s}+k_{b}w}{D}}}

Donde:
{\displaystyle w(x,y)\,} representa el descenso vertical o asentamiento en cada punto de la placa.
{\displaystyle q_{s}\,} representa la carga superficial, usualmente concentrada sobre los pilares que apoyan sobre la placa.
{\displaystyle k_{b}\,} es el módulo de balasto, que mide la rigidez del terreno.
{\displaystyle D\,} es la rigidez flexional de la losa.
Una vez determinada la función {\displaystyle w\,} que da los asentamientos verticales se estiman los momentos flectores en cada dirección:

{\displaystyle {\begin{cases}M_{xx}=-D\left({\cfrac {\partial ^{2}w}{\partial ^{2}x}}+\nu {\cfrac {\partial ^{2}w}{\partial ^{2}y}}\right)\\M_{xy}=-D(1-\nu ){\cfrac {\partial ^{2}w}{\partial x\partial y}}\\M_{yy}=-D\left({\cfrac {\partial ^{2}w}{\partial ^{2}y}}+\nu {\cfrac {\partial ^{2}w}{\partial ^{2}x}}\right)\end{cases}}}

A partir de los momentos flectores se determina el espesor correcto de la losa y las armaduras necesarias para la losa.